# Рылеев, Михаил Николаевич
Михаил Николаевич Рылеев (1771—1831) — генерал-лейтенант Русской императорской армии.

## Биография
Михаил Рылеев родился в 1771 году; происходил из дворянского рода Рылеевых Галицкого уезда Костромской губернии; обучившись дома «по-российски, по-немецки и по-французски» (как упомянуто в его формуляре), он был в тринадцатилетнем возрасте зачислен на военную службу, 2 января 1785 года, в Конный лейб-гвардии полк, а через 2 дня произведён был в вахмистры.
В этом полку он прослужил до 1 января 1794 года, когда был выпущен из гвардии капитаном армии, а затем, февраля 1 того же года, зачислен был в Московский гренадерский полк, а из него 1 февраля 1796 года переведён в Сибирский 9-й гренадерский полк. В Сибирском полку 3 ноября 1799 года Рылеев был произведён в майоры и пребывал вместе с полком по в Польше, в Очакове (в 1797 году) и в Одессе (в 1798 и 1800 годах), находясь в 1799 году в Волынской губернии, а затем в 1801—1804 годах стоял в Николаеве.
Война с Франциею побудила, в конце 1804 года, перевезти Сибирский полк на судах Черноморского флота по Чёрному морю, а также по Мраморному и Средиземному, на Ионические острова, состоявшие в то время под верховным владычеством турок и под покровительством России, которая содержала там свою эскадру и занимала острова своими гарнизонами. В начале 1805 года Сибирский полк пребывал в Корфу, под общим главным начальством генерала Анрепа. По объявлении Россией, Англией и Австрией войны Франции в 1805 году, войска под начальством Анрепа были перевезены в Италию для изгнания французов. Они прибыли 7 ноября в Неаполь, двинулись к Риму, но близ Гаэты получили приказание часть войск отправить опять для защиты Ионических островов, а другую, в том числе и Сибирский полк, направить в Черноморские гавани.
27 апреля 1806 года, Рылеев был произведён и подполковники. В том же году Сибирский полк был включён в состав 11-й пехотной дивизии, которая, при начале военных действий с Турциею в 1806 году, под начальством генерала Милорадовича, перейдя Днестр у города Могилёва, двинулись далее, на Бырлад и Рымник к Бухаресту, который после небольшого сражения и был занят нашими войсками 13 декабря 1806 года.
Главнокомандующий нашими войсками, действовавшими против турок на Дунае, генерал И. И. Михельсон имел намерение овладеть Измаилом и, чтобы лишить турок возможности доставить подкрепления этой важной крепости, выслал отряд графа Каменского к Браилову, а генерала Милорадовича — к Журже. Последний на пути встретил упорное сопротивление турок 5—6 марта 1807 года при Турбате, близ Журжи. Затем было получено известие о наступлении из Журжи турецкой армии под начальством Мустафы Байрактара, а также из Силистрии к Бухаресту — под предводительством верховного визиря Ибрагима-паши, подходившего уже к м. Обилешти. Милорадович двинулся на Ибрагима-пашу двумя колоннами, причём во второй, под начальством генерал-майора Бахметева, находился и Сибирский полк. 2 июня при Обилештах произошло сражение, продолжавшееся с 7-ми часов утра до 2-х часов дня; раздражённые солдаты «не давали пардону» — говорится в реляции. При этом Рылеев 1-й удостоился получения, за свою храбрость, ордена Святого Владимира 4 степени с бантом.
Милорадович, дав войскам отдых, поспешно двинулся к Бухаресту, зная, что Мустафа Байрактар спешит его занять, пока в городе было очень мало наших войск. Это, однако, ему не удалось, потому что Милорадович был 3 июля уже под Бухарестом. Вскоре, 12 августа 1807 года, было заключено с турками перемирие в Слободзее, продолжавшееся и весь 1808 год. Сибирский полк в это время стоял сначала в Бухаресте и в Сентештах. Тем временем скончался Михельсон, и прибывший в марте 1808 года новый главнокомандующий, князь А. А. Прозоровский (вскоре также скончавшийся — 9 августа 1809 года) намеревался начать военные действия против Журжи. Рылеев же в это время, за болезнью, был переведён, 4 мая 1808 года, в Ахтиарский гарнизонный батальон, в котором и пробыл до 30 декабря 1808 года, когда был переведён в Бутырский пехотный полк, а затем назначен, 1 января 1810 года, полковым командиром Смоленского 25-го пехотного полка, во главе которого принял вновь участие в боях с турками.
Он находился сначала в Болгарии, за Дунаем, и вскоре принял участие в штурме крепости Базарджика, назначенном, по усмотрению нового главнокомандующего, молодого графа Николая Михайловича Каменского, на 22 марта 1810 года. Смоленский полк входил в состав 3-й штурмовой колонны, находившейся под начальством генерала Войнова. В реляции о штурме упомянуто, что при штурме особенно отличился подполковник Рылеев 1-й, командовавший Смоленским полком: «он был сначала отряжён к прикрытию подвижной батареи, а затем при самом штурме распоряжался батальоном с отличною храбростью и мужеством, поражая всюду на нас бросавшегося врага». Рылеев за штурм Базарджика был награждён золотою шпагою с надписью «За храбрость» и получил вместе с другими особый золотой крест, выбитый по случаю взятия Базарджика.
После этого Смоленский полк принял участие в обложении крепости Шумлы (в Балканских горах) и в поражении войск Юсуфа-паши 11—12 и 26 июня под стенами Шумлы. Особенно же отличился подполковник Рылеев при вылазке турок из Шумлы 23 июля. Он, как говорилось в донесении: «управляя своею частью с благоразумным распоряжением, многократно наносил гибель неприятелю, поражая его с неописанною храбростью повсюду, где он осмеливался показаться, чем немало содействовал к одержанию победы над войсками верховного визиря». За подобные отличия Рылеев был награждён орденом Святой Анны 2-й степени. После взятия Шумлы Рылеев с полком был в поиске турок по дороге из Шумлы, при блокаде крепости Рущука и, наконец, 13 октября, при блокаде и взятии Никополя. После этого Смоленский полк был передвинут в Молдавию, в Яссы, где пробыл до февраля 1811 года, а Рылеев был вскоре произведён и полковники (30 августа 1811 года).
До начала Отечественной войны 1812 года, Рылеев 1-й 29 мая 1812 года был назначен шефом Копорского пехотного полка, но, по причине начавшихся военных действий, не отправился к месту назначения, а остался при 12-й пехотной дивизии, назначенный командиром 1-й её бригады, состоявшей из полков Нарвского и Смоленского. В бою под Салтановкой Рылеев был тяжело ранен картечью и полтора года восстанавливал здоровье. Александр I наградил его 16 декабря 1812 года званием генерал-майора за мужество.
Присоединился к русской армии уже после битвы народов, когда войска уже двигались к берегам Рейна. Маршал Сен-Сир, упорно оборонявший город и крепость Дрезден, столицу Саксонии, вынужден был капитулировать в конце 1813 года, после чего генерал-губернатором Саксонии был назначен князь Н. Г. Репнин, а военно-областным начальником 3-го округа и комендантом города Дрездена был назначен генерал M. H. Рылеев, пробывший в этой должности до заключения первого Парижского мира 1814 года, после чего вернулся в Россию.
Скорое возвращение Наполеона с острова Эльбы во Францию в 1815 году побудило Императора Александра І снова направить некоторые свои войска в пределы Франции, в том числе и Рылеева, командовавшего уже, с 25 мая 1815 года, 25-ю пехотною дивизиею во 2-м корпусе. Он совершил поход из России до города Байрейта в Баварии, когда было получено известие о поражении Наполеона в битве при Ватерлоо и отречении его от престола Франции, а затем и о заключении второго Парижского мира.

После этого M. H. Рылеев возвратился вместе с войсками в отечество и вскоре был назначен (22-го июня 1818 года) командиром 2-й бригады 13-й пехотной дивизии и за Высочайший смотр при городе Тирасполе в 1818 году удостоился Монаршего благоволения, причём ему пожалована была аренда на 12 лет, считая с 1820 года, в Лифляндской губернии, а также орден Святого Георгия 4-й степени (15 февраля 1819 года) 
за выслугу беспорочно от вступления в обер-офицерский чин 25 лет.
Начиная с 1820 года в Могилёвской губернии Рылеев исполнял обязанности отрядного командира в Корпусе военных поселений.
19 марта 1826 года Рылееву присвоено звание генерал-лейтенанта.
22 марта 1829 года Михаил Николаевич Рылеев 1-й был назначен военным комендантом города Новгорода и будучи в этой должности скончался 8 июня 1833 года.

## Семья
Сын: Александр Михайлович Рылеев — комендант Императорской главной квартиры.
Поэт-декабрист Кондратий Рылеев приходится ему двоюродным племянником.